# 파라다이스문화재단
파라다이스문화재단은 젊은이들에게 호연지기를 펼 수 있는 토양을 마련함으로써 문화 예술 창달에 기여하기 위하여 1989년 2월 16일 설립된 문화체육관광부 소관의 재단법인이다. 사무실은 서울특별시 중구 퇴계로 299에 있다.

## 주요 사업
- 우수 외국문학작품의 번역지원 및 발간
- 문학상의 제정 및 시상
- 문예지 발간 및 출판사업
- 국내외 문인 상호교류 지원
- 국내 미술가의 작품구입 및 전시사업 추진